# Оукланд (Флорида)
Оукланд (енгл. Oakland) град је у америчкој савезној држави Флорида. По попису становништва из 2010. у њему је живело 2.538 становника.

## Демографија
Према попису становништва из 2010. у граду је живело 2.538 становника, што је 1.602 (171,2%) становника више него 2000. године.
| Група             | 2000.       | 2010.         |
| Белци             | 582 (62,2%) | 1.533 (60,4%) |
| Афроамериканци    | 293 (31,3%) | 519 (20,4%)   |
| Азијати           | 10 (1,1%)   | 122 (4,8%)    |
| Хиспаноамериканци | 33 (3,5%)   | 254 (10,0%)   |
| Укупно            | 936         | 2.538         |